# 廖偉棠
廖偉棠（1975年12月23日—），香港作家、詩人、攝影師、自由撰稿人。現任國立臺北藝術大學文學跨域創作所客座副教授。曾任書店店長、雜誌編輯、《明報》《號外》《上報》等專欄作家。

## 經歷
廖偉棠於1975年生於廣東省新興縣，早年就讀珠海市拱北中學。 1997年，廖移居香港，後曾旅居北京5年，1991年開始詩歌寫作，其後涉獵散文、小說、戲劇、評論等範疇。曾獲香港青年文學獎、香港中文文學獎、時報文學獎、聯合報文學獎、創世紀詩刊50周年詩歌獎、聯合文學小說新人獎、花蹤世界華文小說獎、香港中文文學雙年獎等獎項。2012年獲香港藝術發展獎年度最佳藝術家獎（文學藝術）。
2018年移居台灣。2024年，憑詩集《劫後書》獲台灣文化部頒發金鼎獎(圖書類 - 文學圖書獎)。

## 作品

### 詩集
- 《永夜》
- 《隨著魚們下沈》（香港：洪葉，1998）
- 《花園的角落，或角落的花園》（香港：東岸，1999）
- 《手風琴裏的浪遊》（香港：素葉，2001）
- 《波希米亞行路謠》（台灣：聯合文學，2004）ISBN 9575224655
- 《苦天使》（台灣：寶瓶，2005）
- 《少年遊》（中國：天地出版社，2005）
- 《黑雨將至》（台灣：寶瓶，2008）
- 《和幽靈一起的香港漫遊》（香港：kubrick，2009）
- 《野蠻夜歌》（中國：金城出版社，2011）
- 《八尺雪意》（台灣：印刻，2012）
- 《半簿鬼語》（台灣：印刻，2015）
- Wandering Hong Kong with Spirits （zephyr，2016）
- 《春盞》（中國：四川文藝出版社，2016）
- 《櫻桃與金剛》（香港：牛津，2017）
- 《後覺書》（中國：四川文藝出版社，2018）
- 《一切閃耀都不會熄滅》（台灣：新經典，2020）
- 《半夜待雪喊我》（中國：上海三聯，2022）
- 《劫後書》 （台灣：雙囍，2023）

### 小說集
- 《十八條小巷的戰爭遊戲》（台灣：寶瓶，2004）
- 《末日練習》（台灣：聯合文學，2024）

### 攝影集(含攝影詩文集)
- 《孤獨的中國》（台灣：唐山，2004）
- 《我屬貓》
- 《巴黎無題劇照》（台灣：聯合文學，2005）
- 《我們在此撤離，只留下光》（台灣：大塊，2007）
- 《波希香港、嬉皮中國》（香港：三聯，2011）
- 《衣錦夜行》（台灣：印刻，2010）
- 《尋找倉央嘉措》譯詩∕攝影∕詩文集，（台灣：行人，2013）ISBN 9789868905580
- 《傘托邦─香港雨傘運動的日與夜》（香港：水煮魚文化，2015）ISBN 9789881375124
- 《我城風流》（中國：浙江攝影出版社，2016）
- 《微暗行星 The Darkening Planet》（香港：kubrick，2018）

### 雜文集
- 《波希米亞中國》陳冠中、廖偉棠、顏峻合著，廖偉棠攝影，（香港：牛津，2003）
- 《浮城述夢人：香港作家訪談錄》（香港：三聯，2012）
- 《反調：音樂隨筆》（中國：江蘇文藝，2014）
- 《有情枝──廖偉棠散文集》（港：中華書局，2014）ISBN 9789888290499
- 《異托邦指南／閱讀卷：魅與祛魅》（台灣：聯經，2016）
- 《異托邦指南／電影卷：影的告白》（台灣：聯經，2017）
- 《異托邦指南／詩與歌卷：暴雨反對》（台灣：聯經，2019）
- 《玫瑰是沒有理由的開放：走近現代詩的四十條小徑》（台灣：新經典，2021）
- 《我偏愛讀詩的荒謬》（中國：北京燕山出版社，2022）

## 外部連結
- 廖偉棠創作實驗室的Facebook專頁
- 廖偉棠@上報 （页面存档备份，存于）
- 廖偉棠|Openbook